# Márcio Forte
Márcio Vinícius Forte (Londrina, 23 aprile 1977) è un allenatore di calcio a 5 ed ex giocatore di calcio a 5 brasiliano naturalizzato italiano.

## Carriera
Centrale difensivo carismatico, in Italia ha giocato per cinque società, legandosi in particolare al Montesilvano di cui è stato capitano e con la cui maglia ha vinto uno scudetto, una Coppa Italia e una Coppa UEFA. Tra il 2010 e il 2012 è stato anche capitano della nazionale italiana.

## Palmarès

### Competizioni nazionali
- Campionato italiano: 2

Perugia: 2004-05
Montesilvano: 2009-10
- Coppa Italia: 2

Lazio: 2002-03
Montesilvano: 2006-07
- Supercoppa italiana: 1

Perugia: 2005

### Competizioni internazionali
- Coppa UEFA: 1

Montesilvano: 2010-11